# Cổng Tam quan (Rạch Giá)

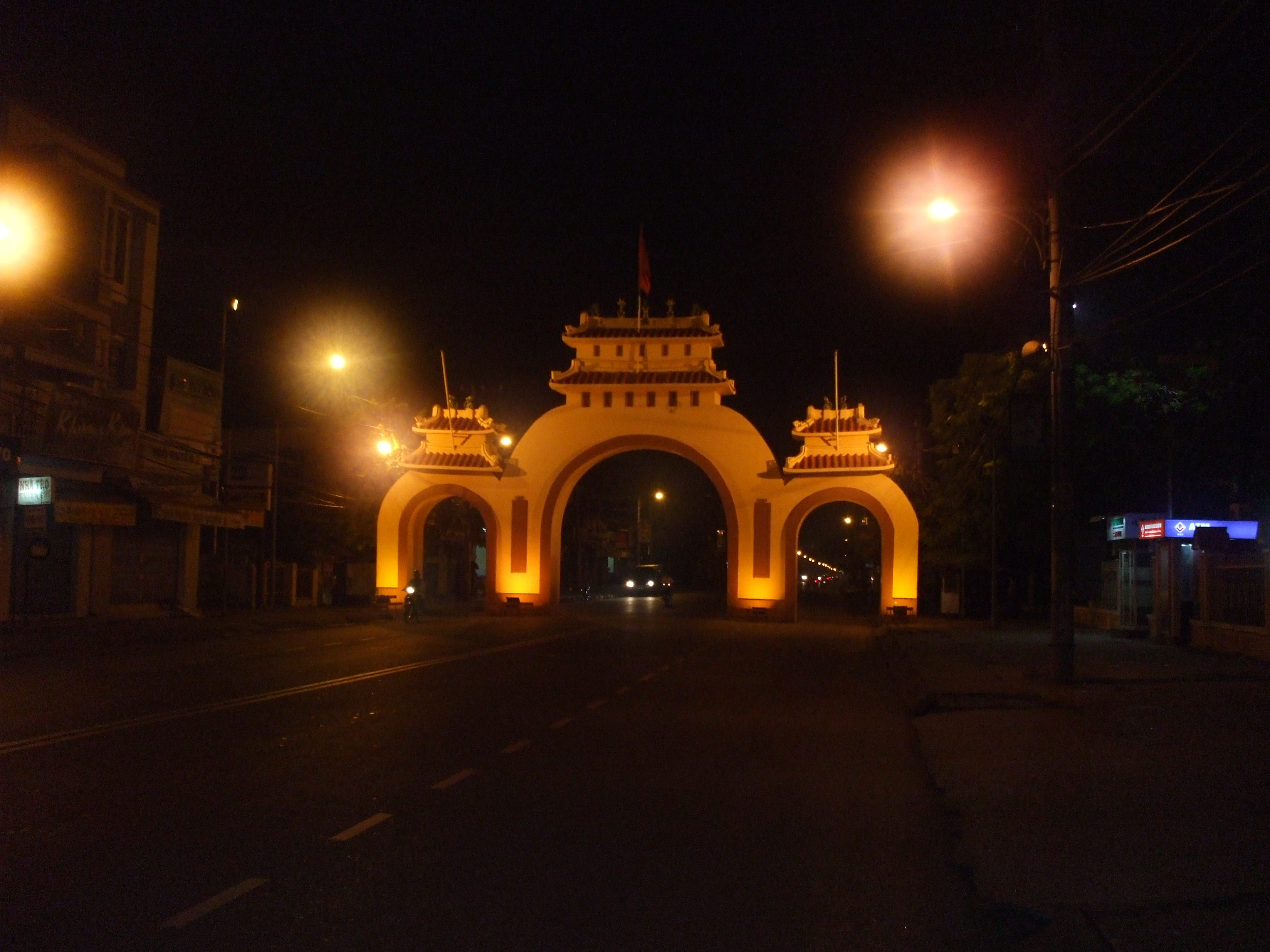
Cổng Tam quan của thành phố Rạch Giá về đêm

Cổng Tam quan là công trình kiến trúc được xây dựng chắn ngang đường Nguyễn Trung Trực tại ngã tư Nguyễn Trung Trực - Lạc Hồng thuộc thành phố Rạch Giá, tỉnh Kiên Giang. Cổng có từ thời Pháp thuộc.
Công trình được thiếp kế theo phong cách truyền thống Việt Nam gồm ba ô cửa (tam quan) hình vòng cung. Trước đây, cổng Tam quan được xây dựng với vai trò như một cổng làng khi vào Rạch Giá từ phía các huyện. Khi đó Rạch Giá vẫn chưa là một đơn vị hành chính độc lập mà vẫn thuộc huyện Châu Thành. Ngày nay, Cổng Tam quan tại Rạch Giá đã được sơn mới lại nhiều lần, được lắp đặt thêm hệ thống đèn chiếu để sử dụng vào ban đêm.
Cần phân biệt Cổng Tam quan tại Rạch Giá với cổng chào tại các thành phố khác của Việt nam. Nếu như cổng chào tại các thành phố khác đánh đấu địa giới khi vào khu vực thành phố hay thị xã và bao giờ cũng được xây dựng ở đoạn đầu lối vào đô thị đó. Nhưng tại Rạch Giá, cổng được đặt tại trung tâm thành phố, cửa ngõ của thành phố này bắt đầu từ Rạch Sỏi.